# 薄睿拓
薄睿拓（葡萄牙語：Carlos Alves de Brito, 1960年—）是一位巴西企业家，百威英博首席执行官。中文名叫薄睿拓。

## 生平
1960年出生于巴西里约热内卢，毕业于里约热内卢联邦大学和斯坦福商学研究生院。
毕业后任职于荷兰皇家壳牌和戴姆勒，1989年加入巴西饮料公司，后被Ambev收购。
2004年1月被任命为首席执行官，2004年8月英博集团重组，2005年1月被任命为北美区总经理，2005年12月升为英博集团首席执行官。2008年再次重组为百威英博并继续担任集团首席执行官。

## 个人爱好
无其他爱好，除了每天半小时跑步机锻炼。